# ناحیه متلیلی
ناحیه متلیلی (به عربی: دائرة متلیلی) یک ناحیه در الجزایر است که در استان غردایه واقع شده‌است. ناحیه متلیلی ۱۲٬۹۴۰ کیلومتر مربع مساحت و ۴۳٬۴۸۶ نفر جمعیت دارد.